# Stadio Monumentale (Lima)
Lo stadio Monumentale (in spagnolo Estadio Monumental) è un impianto sportivo multifunzione di Lima, capitale del Perù.
Progettato dall'architetto uruguaiano Walter Lavalleja, è noto come Estadio Monumental U per via del club Universitario che ne ha la proprietà, nonché Stadio Monumental Marathon per motivi di sponsorizzazione.
Inaugurato nel 2000, ha una capacità totale di 94.544 spettatori (58.577 spettatori nelle sue quattro tribune e altre 35.967 persone nei palchi).

## Storia
Il progetto dello stadio risale al 1989, nell'ambito della creazione di un vasto complesso sportivo ad uso dell'Universitario. La posa della prima pietra avvenne il 16 gennaio 1991, mentre il 18 ottobre 1994 fu completata la costruzione del terreno di gioco. L'impianto fu inaugurato il 2 luglio 2000 in occasione della partita di campionato di calcio peruviano Universitario-Sporting Cristal (2-0),
Lo stadio ha ospitato la finale della Coppa Libertadores 2019 tra Flamengo e River Plate.
Nell'aprile 2023 nello stadio è stato fondato il museo del Club Universitario de Deportes. All'inaugurazione erano presenti Germán Leguía, Percy Rojas e José Luis Carranza, giocatori storici del club. In questo museo il club espone trofei, maglie storiche e altri dettagli importanti della sua storia.
Agustín Lozano, presidente della FPF, era presente all'inaugurazione del Museo e si è congratulato con Jean Ferrari (amministratore del club), per avere questa nuova struttura. Era presente anche Jorge Fossati.

## Eventi ospitati

### Finali competizioni CONMEBOL
| Competizione       | Data             | Incontro             | Risultato | Edizione |
| ------------------ | ---------------- | -------------------- | --------- | -------- |
| Coppa Libertadores | 23 novembre 2019 | Flamengo-River Plate | 2-1       | 2019     |

### Concerti
L'impianto ha ospitato numerosi concerti, tra cui:
- Sui Generis - Reunion Tour, 2001
- Alejandro Sanz - No Es Lo Mismo Tour, 2004
- Paul McCartney - Up and Coming Tour, 2011
- Maroon 5 - Overexposed Tour, 2012
- Britney Spears - Femme Fatale Tour, 2011, con 70.000 spettatori.
- Laura Pausini- Simili World Tour, 2016

Vari altri concerti hanno avuto luogo nell'area antistante lo stadio in direzione sud, comunemente chiamata Explanada del Estadio Monumental, che tuttavia non fa effettivamente parte del complesso sportivo; non bisogna confonderla con una seconda zona, situata sempre a sud dello stadio, che ospita concerti con meno di 10 000 spettatori.